# Kinyanderama
Kinyanderama är ett vattendrag i Burundi.   Det ligger i provinsen Muyinga, i den nordöstra delen av landet, 120 kilometer öster om huvudstaden Bujumbura.
I omgivningarna runt Kinyanderama växer huvudsakligen savannskog. Runt Kinyanderama är det ganska tätbefolkat, med 72 invånare per kvadratkilometer.